# Королевич Нінель Федорівна
Королевич Нінель Федорівна (21 січня 1926, Харків — 6 грудня 2013, Київ) — український бібліограф, кандидат філологічних наук з 1968, професор з 1984.

## Біографія
Закінчила 1950 Львівський університет.
У 1953—1968 працювала бібліографом у ЦНБ АН УРСР (тепер НБУВ), з 1968 — викладач, а в 1974—1993 — завідувач кафедри бібліографознавства Київського інституту культури.

## Наукова діяльність
Основні дослідження — у галузі бібліографії з мовознавства.
Уклала покажчики праць Л. А. Булаховського (1958, 1968) і І. К. Білодіда (1966).
Співукладач бібліографічних покажчиків «Слов'янське мовознавство (1918—1960)» (російською мовою), «Українська мова. 1918—1961», «Слов'янська філологія на Україні (1958—1962)» (усі — 1963), «Загальне мовознавство (1918—1962)» (1965, російською мовою), «Слов'янська філологія на Україні (1963—1967)» (ч. 1-2, 1968).
Публікації останніх десятиріч присвячені українській бібліографії (монографія «Українські бібліографи XX століття», 1998 тощо).

### Наукові праці
- Королевич Н.Ф. Українськи бібліографи ХХ століття. — Київ : Книжкова палата України, 1998. — 328 с. — ISBN 966-7308-11-11.
- Королевич Н. Ф., Мостицька Л. П. Бібліографія праць академіка АН УРСР І. К. Білодіда. // Лексикологія та лексикографія, в. 2. — Київ, 1966.